# Li Fan (astronom)

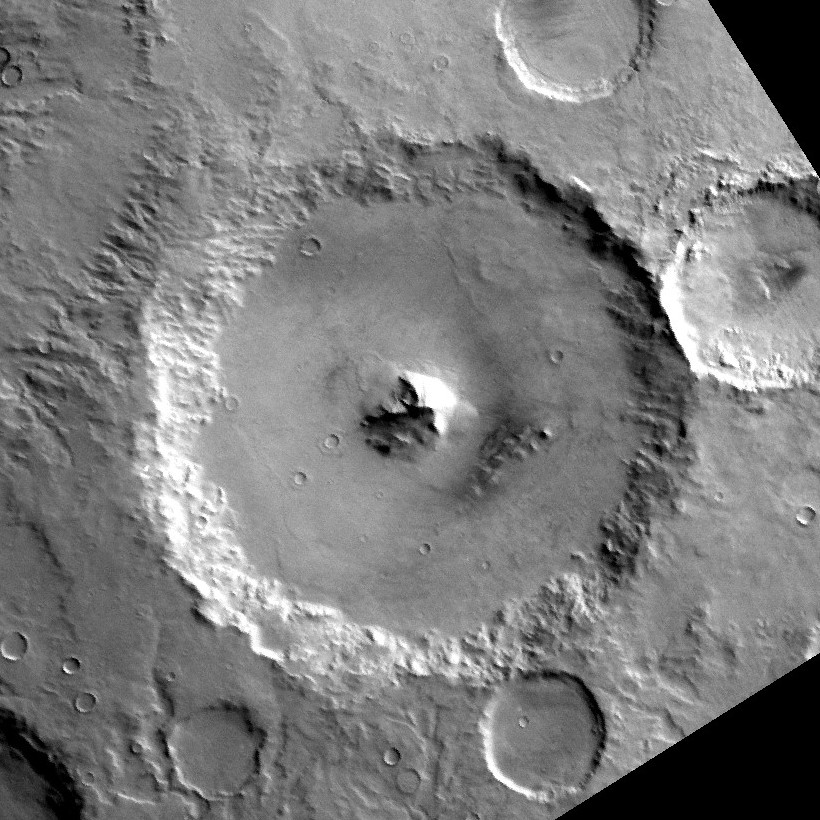
Krater na Marsie nazwany imieniem chińskiego astronoma Li Fana

Li Fan (chiń. trad. 李梵; pinyin Lǐ Fàn, żył w I w. n.e.) – chiński astronom okresu dynastii Han, twórca reformy kalendarza.
W I w.n.e. w Chinach używany był, opracowany przez Luoxia Honga, kalendarz ze 104 r. p.n.e. zwany kalendarzem „Wielkiego Początku” (chiń. upr. 太初历; chiń. trad. 太初曆; pinyin Tàichūlì). Mimo poprawek dokonanych przez Liu Xina stawał się on coraz bardziej niedokładny, a oficjalne Biuro Astronomii nie mogło sobie z tym problemem poradzić. Cesarz Han Zhangdi w 85 r. zlecił to zadanie Li Fanowi i Bian Xinowi, pracującym w urzędzie ds. kalendarza.
Li Fan i Bian Xin zaproponowali nową wersję starożytnego kalendarza Sifen (chiń. upr. 四分历; chiń. trad. 四分曆; pinyin Sìfēnlì); była to znacząca reforma kalendarza, ale cesarz zadecydował o jej przeprowadzeniu. Kalendarz Li i Biana był dokładniej dopasowany do realnej długości roku astronomicznego, ale nie przewyższał poprzednika, jeśli chodzi o przewidywanie zaćmień.
Li Fan jest też znany z prac nad dokładnymi klepsydrami i z wyznaczenia dokładnych obserwowanych okresów obiegów planet wokół Słońca (zob. tabela).
| Planeta | Wartość wg Li Fana (dni) | Synodyczny okres obiegu (dni) | Syderyczny okres obiegu (dni) |
| ------- | ------------------------ | ----------------------------- | ----------------------------- |
| Merkury | 115,881                  | 115,877                       | 88,97 dni                     |
| Wenus   | 584,024                  | 583,921                       | 224,7                         |
| Mars    | 779,532                  | 779,936                       | 686,98                        |
| Jowisz  | 398,846                  | 398,884                       | 4333                          |
| Saturn  | 378,059                  | 378,092                       | 10759                         |

Jego imieniem nazwano krater na Marsie.